# 新四军武汉办事处
新四军武汉办事处，又称新四军驻汉办事处。是抗日战争期间，新四军在国民政府统治的武汉公开建立的办事机构。先后有三处，分别坐落在汉口太和街26号新四军军部、汉口长春街57号八路军驻汉办事处、以及太和街28号叶挺旧居。

## 太和街26号
1937年秋天，叶挺和项英在10月成立的汉口府西1路安仁里（今民意1路富源里1号）“八路军驻武汉办事处”附近的大和街24号办公，进行改编南方红军游击队和筹组新四军的工作。11月中旬，叶挺就任新四军军长，并在军部太和街26号设办事处，任军长秘书陈昭礼为办事处主任。新四军武汉办事处的工作主要是与国民政府军委会各部署接洽装备、给养和弹药等事项。12月25日，在办事处召开新四军在汉人员大会。

## 长春街57号
1938年1月6日，新四军军部迁到南昌，原办公室改作八路军驻汉办事处干部训练班宿舍。新四军驻汉办事处迁至汉口一二八街（又叫中街）89号（现长春街67号）原大石洋行，和12月刚刚搬过来的八路军驻汉办事处一起办公。办事处受中共长江局直接领导，两块牌子，一套人马。
因此，新四军驻汉办事处的日常工作曾一度八路军驻汉办事处代理，包括每月向国民政府领取和转输给新四军的军饷、军械、被服，收转国际社会捐献给新四军在敌后抗日根据地的药品和款项物资等，接待和转送来访的民主人士、进步青年和爱国华侨等。

## 太和街28号
5月，在太和街28号原叶挺将军旧居，再设新四军武汉办事处。10月25日，武汉沦陷，办事处人员在周恩来的率领下，经长沙、邵阳，撤往重庆。